# Zeina Adra
Zeina Adra (nata Akar), in arabo زينة عكر عدرا‎? (Koura, 1964), è una politica libanese, dal gennaio 2020 al settembre 2021 ministro della difesa e vice primo ministro del Libano. È la prima donna nel mondo arabo a ricoprire il ruolo di ministro della difesa.

## Biografia
Nata nel 1964 a Koura, Zeina Akar ha conseguito una laurea in scienze sociali presso l'Università americana di Beirut. È socia e direttrice di Information International , una società di ricerca con sede a Beirut, fondata da suo marito Jawad Adra. Nel 1998, lei e suo marito hanno fondato l'"Associazione per lo sviluppo sociale e culturale" (INMA) per offrire servizi nell'educazione, nella sanità e nell'economia a Kefraya, nel distretto di Koura.

## Carriera politica
Akar è una rappresentante della popolazione greco-ortodossa libanese e nel gennaio 2020 è stata nominata vice primo ministro e ministro della difesa dal presidente Michel Aoun e dal Movimento Patriottico Libero. Era una delle sei donne nominate nel gabinetto tra i venti membri del nuovo governo guidato dal primo ministro Hassan Diab. La nomina delle sei donne  è stata accolta con "un'ondata di commenti e battute per lo più sessuali". Tuttavia, il problema è stato risolto in una fase successiva allorché Zeina Akar ha ricevuto i complimenti per le sue capacità manageriali e organizzative.
Akar non aveva esperienza militare o di difesa. Quando le è stato chiesto della sua nomina, Diab ha messo in dubbio la necessità di avere specialisti per quell'incarico.  Lei è stata anche accusata di essere affiliata a vari partiti politici, ma la cosa è stata negata: non solo non aveva un background politico ma era stata scelta dal presidente. A questo proposito l'avvocato Imad al-Hout aveva replicato: "È chiaro che la scelta dei ministri, compreso il ministro della Difesa, non si è basata principalmente sull'efficienza ma sulla lealtà". Il governo nel suo insieme è stato definito "tecnocratico".
Durante la cerimonia di passaggio di consegne del Ministero della difesa, il 23 gennaio 2020, Akar ha sottolineato l'importanza del diritto del popolo libanese a protestare e fare pressione sul governo e sulla responsabilità del governo di agire nel migliore interesse della gente.  Ha detto che la sua priorità era combattere la corruzione e ha chiesto alle persone di guardare cosa avrebbe fatto prima di giudicarla.  Per quanto riguarda la sua capacità di guidare il Ministero della difesa e quindi l'Esercito libanese, ha osservato che la carica di Ministro della difesa ha più un ruolo amministrativo logistico che un ruolo militare.
In seguito all'esplosione di Beirut del 4 agosto 2020, il governo di Hassan Diab si è dimesso il 10 agosto e Akar ha mantenuto la responsabilità del ministero fino alla formazione del nuovo governo sostitutivo.

## Vita privata
Greco-ortodossa,  Akar è sposata con Jawad Adra, un uomo d'affari sunnita che dirige una delle più grandi società di ricerca del paese e ha costruito il Museo Nabu con reperti per lo più provenienti dalla sua collezione privata. Si sono sposati a Cipro poiché, essendo lei cristiana e lui musulmano, non potevano celebrare un matrimonio civile in Libano.